# Pamiers (quận)
Quận Pamiers là một quận của Pháp, nằm ở tỉnh Ariège, ở vùng Occitanie. Quận này có 7 tổng và 115 xã.

## Các đơn vị hành chính

### Các tổng
Các tổng của quận Pamiers là: 
1. Le Fossat
2. Le Mas-d'Azil
3. Mirepoix
4. Pamiers-Est
5. Pamiers-Ouest
6. Saverdun
7. Varilhes

### Các xã
Các xã của quận Pamiers, và mã INSEE là: 
| 1. Aigues-Vives (09002)                | 2. Artigat (09019)                  | 3. Artix (09021)                     | 4. Arvigna (09022)                |
| 5. Belloc (09048)                      | 6. Benagues (09050)                 | 7. Besset (09052)                    | 8. Bonnac (09060)                 |
| 9. Brie (09067)                        | 10. Bézac (09056)                   | 11. Calzan (09072)                   | 12. Camarade (09073)              |
| 13. Camon (09074)                      | 14. Campagne-sur-Arize (09075)      | 15. Canté (09076)                    | 16. Carla-Bayle (09079)           |
| 17. Castex (09084)                     | 18. Castéras (09083)                | 19. Cazals-des-Baylès (09089)        | 20. Cazaux (09090)                |
| 21. Coussa (09101)                     | 22. Coutens (09102)                 | 23. Crampagna (09103)                | 24. Dalou (09104)                 |
| 25. Daumazan-sur-Arize (09105)         | 26. Dun (09107)                     | 27. Durfort (09109)                  | 28. Esclagne (09115)              |
| 29. Escosse (09116)                    | 30. Esplas (09117)                  | 31. Fornex (09123)                   | 32. Gabre (09127)                 |
| 33. Gaudiès (09132)                    | 34. Gudas (09137)                   | 35. Justiniac (09146)                | 36. La Bastide-de-Besplas (09038) |
| 37. La Bastide-de-Bousignac (09039)    | 38. La Bastide-de-Lordat (09040)    | 39. La Bastide-sur-l'Hers (09043)    | 40. La Tour-du-Crieu (09312)      |
| 41. Labatut (09147)                    | 42. Lagarde (09150)                 | 43. Lanoux (09151)                   | 44. Lapenne (09153)               |
| 45. Laroque-d'Olmes (09157)            | 46. Le Carlaret (09081)             | 47. Le Fossat (09124)                | 48. Le Mas-d'Azil (09181)         |
| 49. Le Peyrat (09229)                  | 50. Le Vernet (09331)               | 51. Les Bordes-sur-Arize (09061)     | 52. Les Issards (09145)           |
| 53. Les Pujols (09238)                 | 54. Lescousse (09163)               | 55. Limbrassac (09169)               | 56. Lissac (09170)                |
| 57. Loubaut (09172)                    | 58. Loubens (09173)                 | 59. Ludiès (09175)                   | 60. Léran (09161)                 |
| 61. Lézat-sur-Lèze (09167)             | 62. Madière (09177)                 | 63. Malegoude (09178)                | 64. Malléon (09179)               |
| 65. Manses (09180)                     | 66. Mazères (09185)                 | 67. Mirepoix (09194)                 | 68. Monesple (09195)              |
| 69. Montaut (09199)                    | 70. Montbel (09200)                 | 71. Montfa (09205)                   | 72. Montégut-Plantaurel (09202)   |
| 73. Moulin-Neuf (09213)                | 74. Méras (09186)                   | 75. Pailhès (09224)                  | 76. Pamiers (09225)               |
| 77. Pradettes (09233)                  | 78. Rieucros (09244)                | 79. Rieux-de-Pelleport (09245)       | 80. Roumengoux (09251)            |
| 81. Régat (09243)                      | 82. Sabarat (09253)                 | 83. Saint-Amadou (09254)             | 84. Saint-Amans (09255)           |
| 85. Saint-Bauzeil (09256)              | 86. Saint-Félix-de-Rieutord (09258) | 87. Saint-Félix-de-Tournegat (09259) | 88. Saint-Jean-du-Falga (09265)   |
| 89. Saint-Julien-de-Gras-Capou (09266) | 90. Saint-Martin-d'Oydes (09270)    | 91. Saint-Michel (09271)             | 92. Saint-Quentin-la-Tour (09274) |
| 93. Saint-Quirc (09275)                | 94. Saint-Victor-Rouzaud (09276)    | 95. Saint-Ybars (09277)              | 96. Sainte-Foi (09260)            |
| 97. Sainte-Suzanne (09342)             | 98. Saverdun (09282)                | 99. Sieuras (09294)                  | 100. Ségura (09284)               |
| 101. Tabre (09305)                     | 102. Teilhet (09309)                | 103. Thouars-sur-Arize (09310)       | 104. Tourtrol (09314)             |
| 105. Troye-d'Ariège (09316)            | 106. Trémoulet (09315)              | 107. Unzent (09319)                  | 108. Vals (09323)                 |
| 109. Varilhes (09324)                  | 110. Ventenac (09327)               | 111. Verniolle (09332)               | 112. Villeneuve-du-Latou (09338)  |
| 113. Villeneuve-du-Paréage (09339)     | 114. Vira (09340)                   | 115. Viviès (09341)                  |                                   |